# Lori fosc
El lori fosc (Pseudeos fuscata) és una espècie d'ocell de la família dels psitàcids i única espècie del gènere Pseudeos. Habita zones amb arbres, incloent les ciutats, de Nova Guinea i les properes illes Salawati i Yapen.